# Gare de Dole-Ville
Ne doit pas être confondu avec Gare de Dole-La Bedugue.
La gare de Dole-Ville est une gare ferroviaire française, située sur le territoire de la commune de Dole, sous-préfecture du Jura, en région Bourgogne-Franche-Comté.

## Situation ferroviaire
La gare de bifurcation de Dole-Ville, est située au point kilométrique (PK) 360,535 de la ligne de Dijon-Ville à Vallorbe (frontière) et au PK 81,835 de la ligne de Chagny à Dole-Ville partiellement exploitée en trafic fret. Elle est également l'origine de la ligne de Dole-Ville à Belfort et de l'ancienne ligne de Dole-Ville à Poligny non exploitée. Son altitude est de 231 mètres.

## Histoire
La gare de Dole-ville, a été construite par la Compagnie du chemin de fer de Paris à Lyon (PLM) . Elle a été mise en service le 25 juin 1855 et dotée d'un bâtiment voyageurs construit d'après les plans de l'architecte Alfred Ducat. La disposition générale est identique à celle de la gare d'Auxonne, dont les façades ont un style différent.
De 1977 à 1984, la gare est desservie par le train rapide baptisé Jean-Jacques Rousseau qui assure la relation Paris-Gare-de-Lyon - Genève-Cornavin.
Les premiers TGV, suivant l'itinéraire Paris-Gare-de-Lyon-Lausanne-Berne, s'y arrêtent en 1993.

## La gare
Deux postes d'aiguillage de type électromécanique type EMU 45 commandent les extrémités côtés Dijon et Dole de la gare. Le poste 1, situé côté Dijon, a la particularité de commander, en plus, les points de changement de voie d'IPCS, situés de part et d'autre du tunnel de Champvans ainsi que la bifurcation vers l'usine Tavaux.
Au moment de l'électrification en courant alternatif 25 kV 50 Hz de la ligne Dole-Belfort, les machines bi-courant 1,5 kV/25 kV n'existant pas encore, ou étant en nombre insuffisant, la gare est équipée en gare commutable (c'est-à-dire que certaines sections de la caténaire, dites commutables, pouvaient être indifféremment alimentées en courant continu 1,5kV ou en courant alternatif 25kV 50Hz ; les sectionneurs étant commandés par des leviers dans chacun des postes), afin de donner la possibilité de réaliser les échanges de machines. La gare est alors dite « d'arrêt général ». Tous les trains s'y arrêtent. Ce dispositif demeure en service jusqu'au début des années 1990 ; date de l'électrification de la section de Dole-Tavaux. La section de séparation 1,5 kV/25 kV est alors créée à proximité de la tête côté Dole du tunnel de Champvans, avant la bifurcation de la ligne de Tavaux.

## Fréquentation
De 2015 à 2023, selon les estimations de la SNCF, la fréquentation annuelle de la gare s'élève aux nombres indiqués dans le tableau ci-dessous.
| Année                      | 2015      | 2016      | 2017      | 2018    | 2019      | 2020    | 2021    | 2022      | 2023      |
| -------------------------- | --------- | --------- | --------- | ------- | --------- | ------- | ------- | --------- | --------- |
| Voyageurs                  | 803 036   | 809 789   | 856 029   | 792 855 | 839 249   | 654 765 | 758 029 | 981 528   | 1 012 445 |
| Voyageurs et non voyageurs | 1 003 796 | 1 012 236 | 1 070 036 | 991 069 | 1 049 061 | 818 457 | 947 536 | 1 226 910 | 1 265 556 |

## Service des voyageurs

### Accueil
La gare, accessible aux personnes à mobilité réduite, dispose d'un bâtiment voyageurs avec guichets, traditionnel et numérique, composteur, toilettes, point-Presse, téléphone, photomaton, photocopieur, services des objets trouvés et de restauration rapide.

### Desserte
- TGV

Carte du réseau ferroviaire du Jura en 2020.

  - relation de Paris-Gare-de-Lyon à Besançon-Viotte (inOui) ;
  - relation de Paris à Lausanne (Lyria).

- TER Bourgogne-Franche-Comté
  - relation de Dijon-Ville  à Besançon-Viotte ;
  - relation de Dole à Saint-Claude ou Pontarlier ;
  - relation de Saint-Claude à Dole et à Besançon-Viotte ;
  - relation de Dole à Lons-le-Saunier (car Mobigo)[7].

### Intermodalité

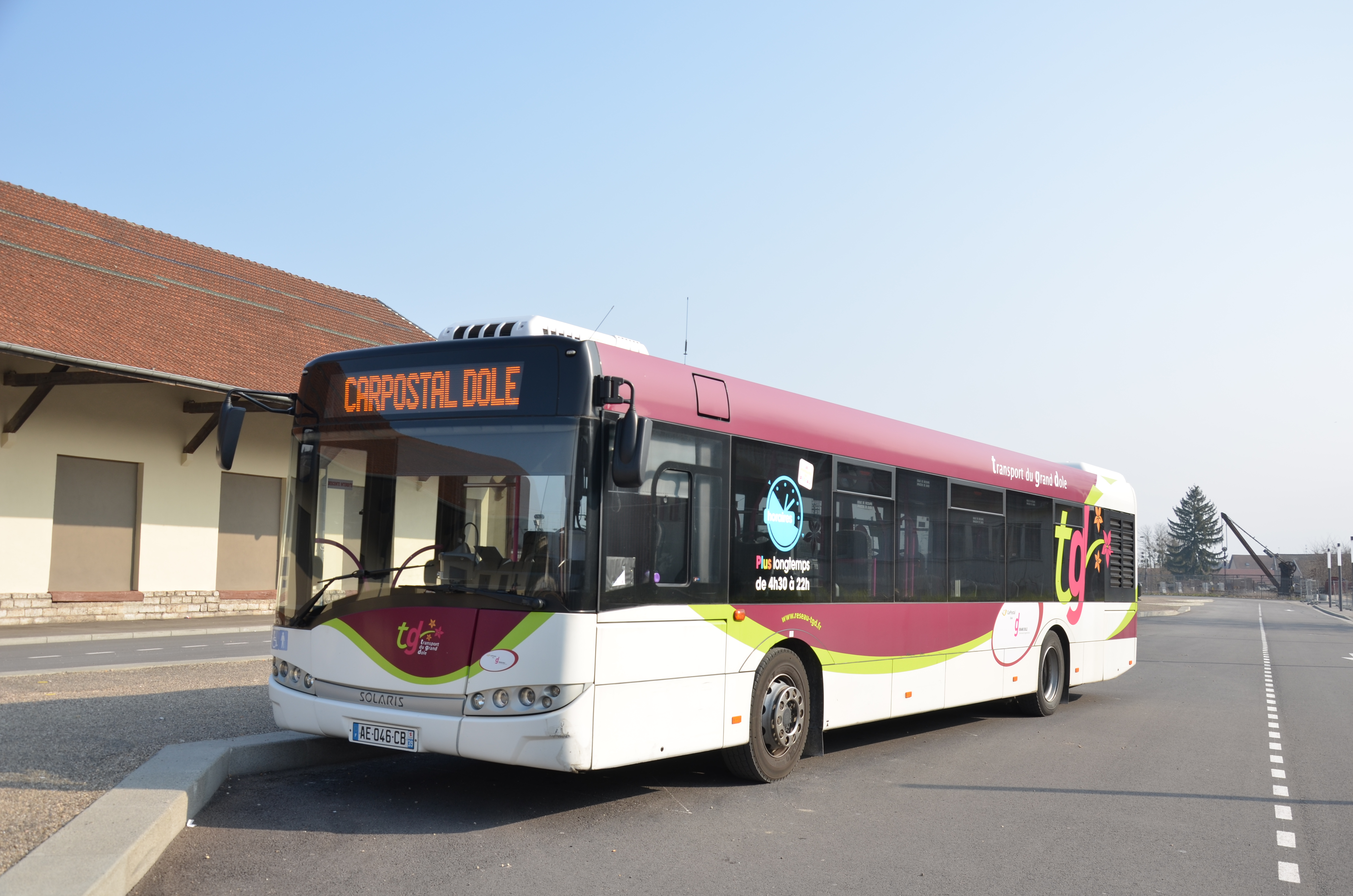
Un bus du réseau TGD à la gare routière.

Un autocar effectue la liaison Lons-le-Saunier-Dole et Dole-Lons-le-Saunier, pour établir la correspondance avec le TGV de Paris, en partance de la gare de Dole.
Dole ayant considérablement amélioré son pôle d'échanges en 2012, avec le concours de la communauté d'agglomération du Grand Dole, du conseil général du Jura, du conseil régional de Franche-Comté, de l'État, de la SNCF et du RFF, il est désormais possible au voyageur d'arriver ou de partir de la gare à vélo (location et parking), en bus (à destination de Dole-ville, l'aéroport de Dole-Jura, ou certains établissements scolaires), en car (à destination de la gare de Lons-le-Saunier), en taxi, ou en voiture (dépose-minute, parkings payant de la gare et gratuit de la ville).

## Service des marchandises
Cette gare est ouverte au service du fret y compris pour le service des wagons isolés.

## Galerie de photographies

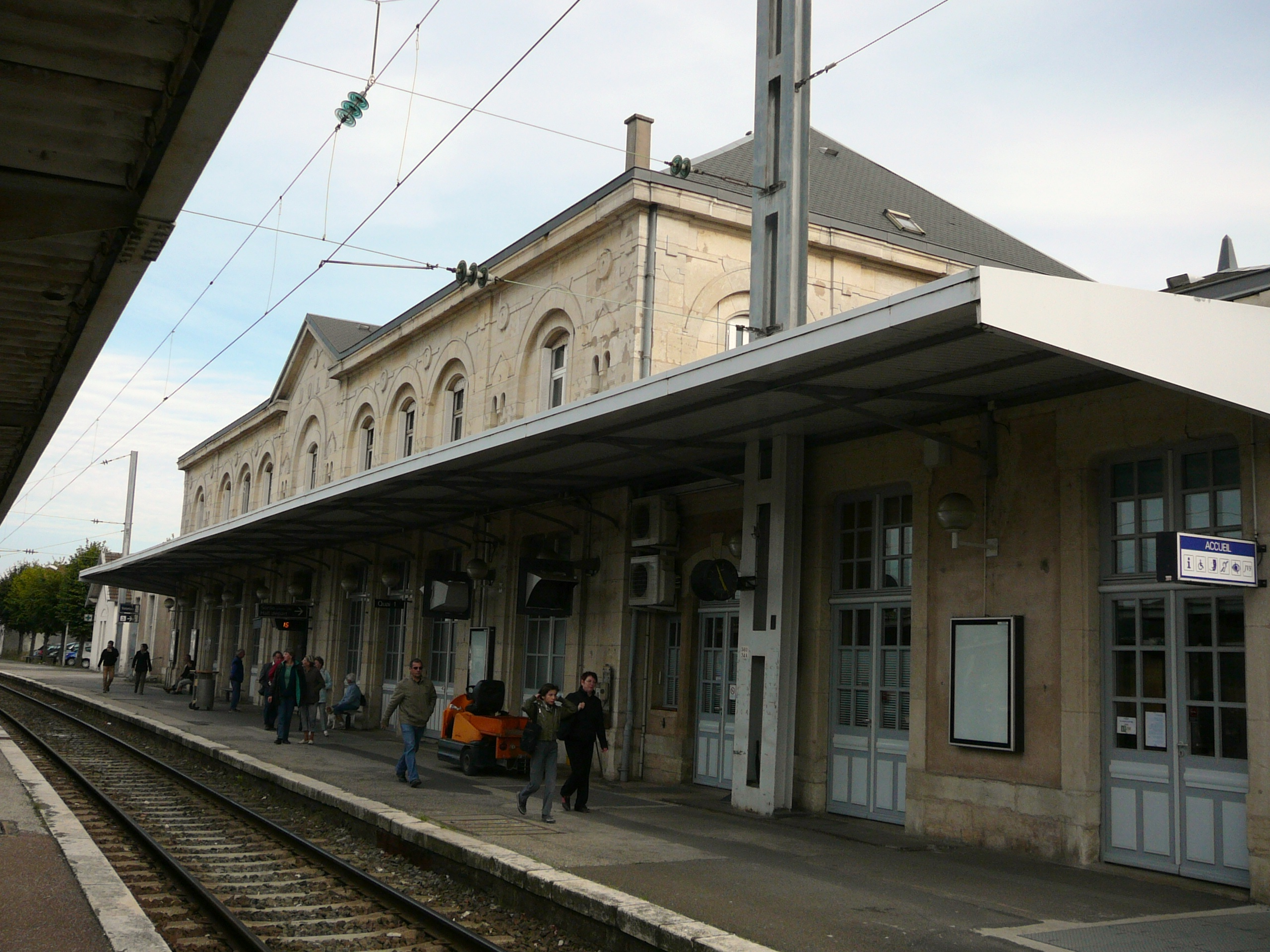
Gare de Dole vue du quai n°2.
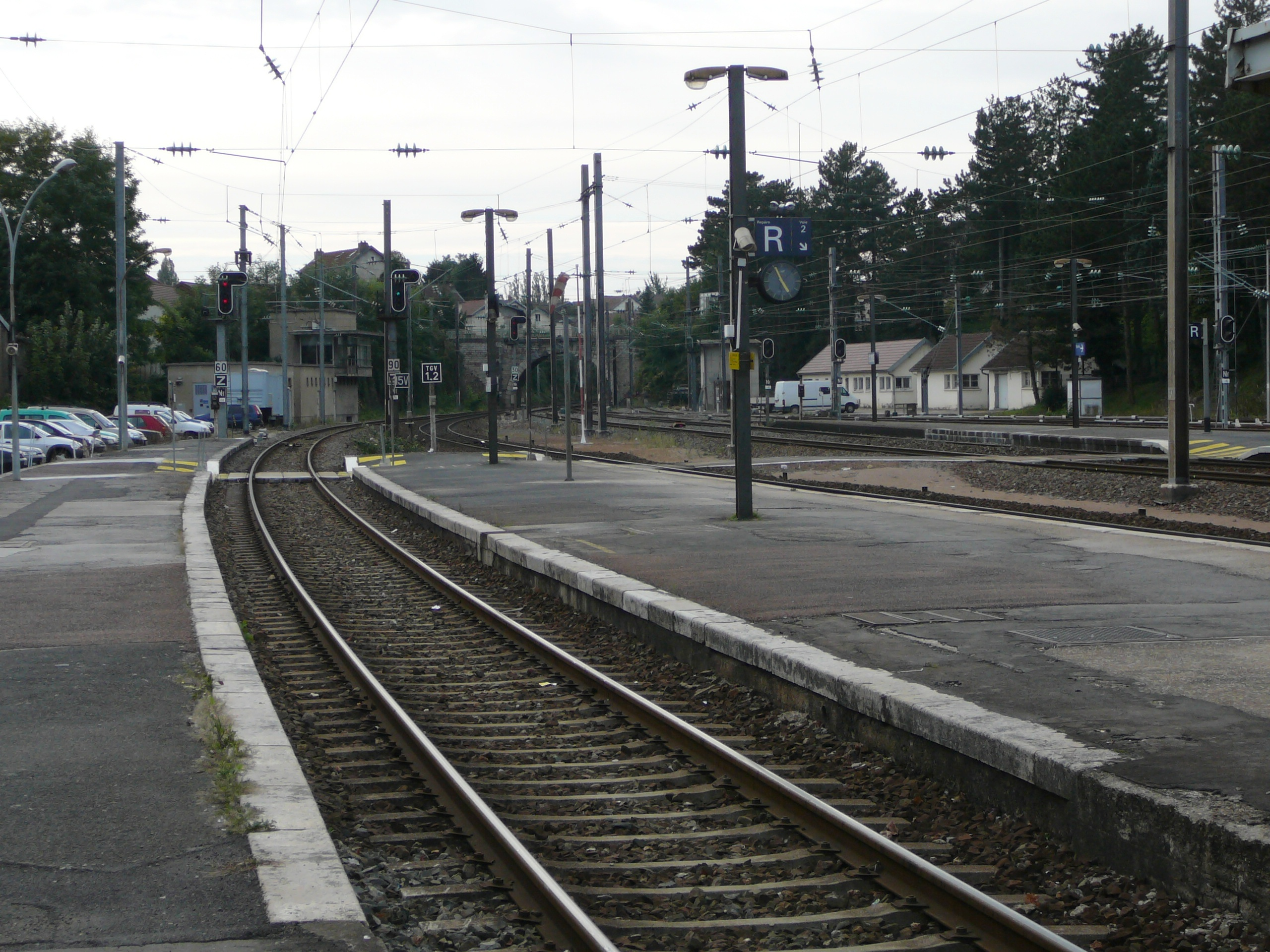
Gare de Dole direction Dijon.
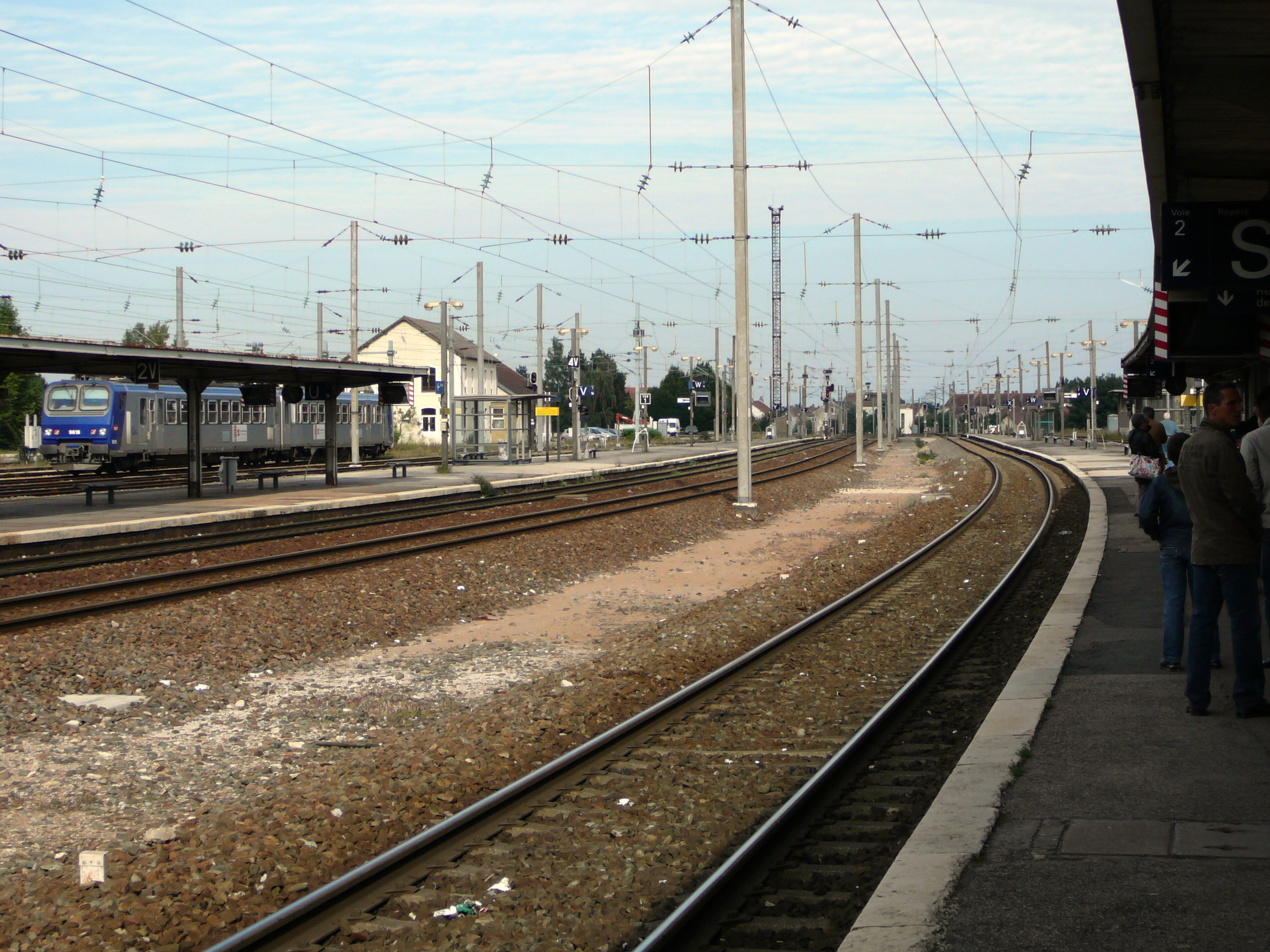
Gare de Dole direction Besançon-Mouchard.
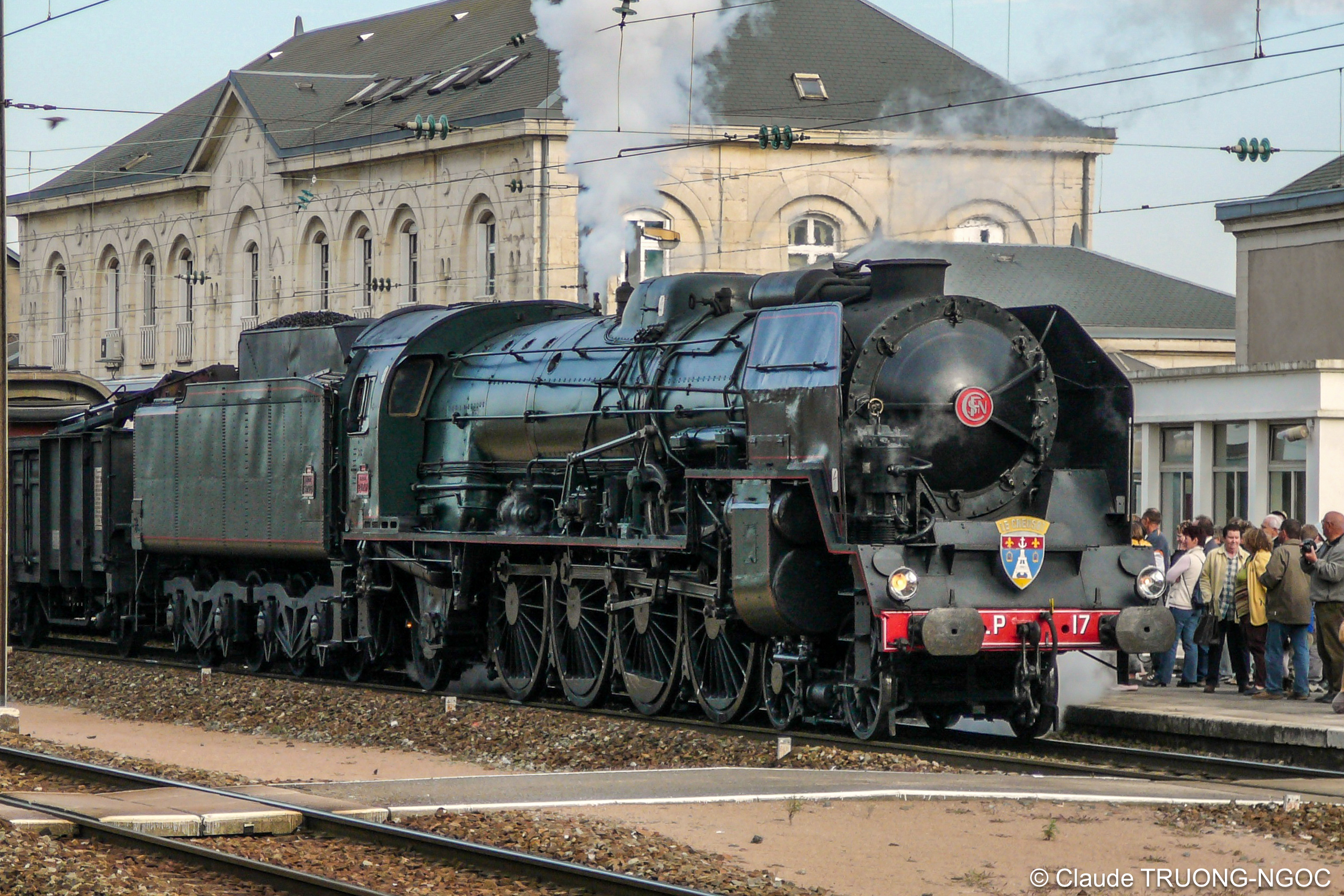
Locomotive 241P17 en gare de Dole pour les journées du patrimoine.
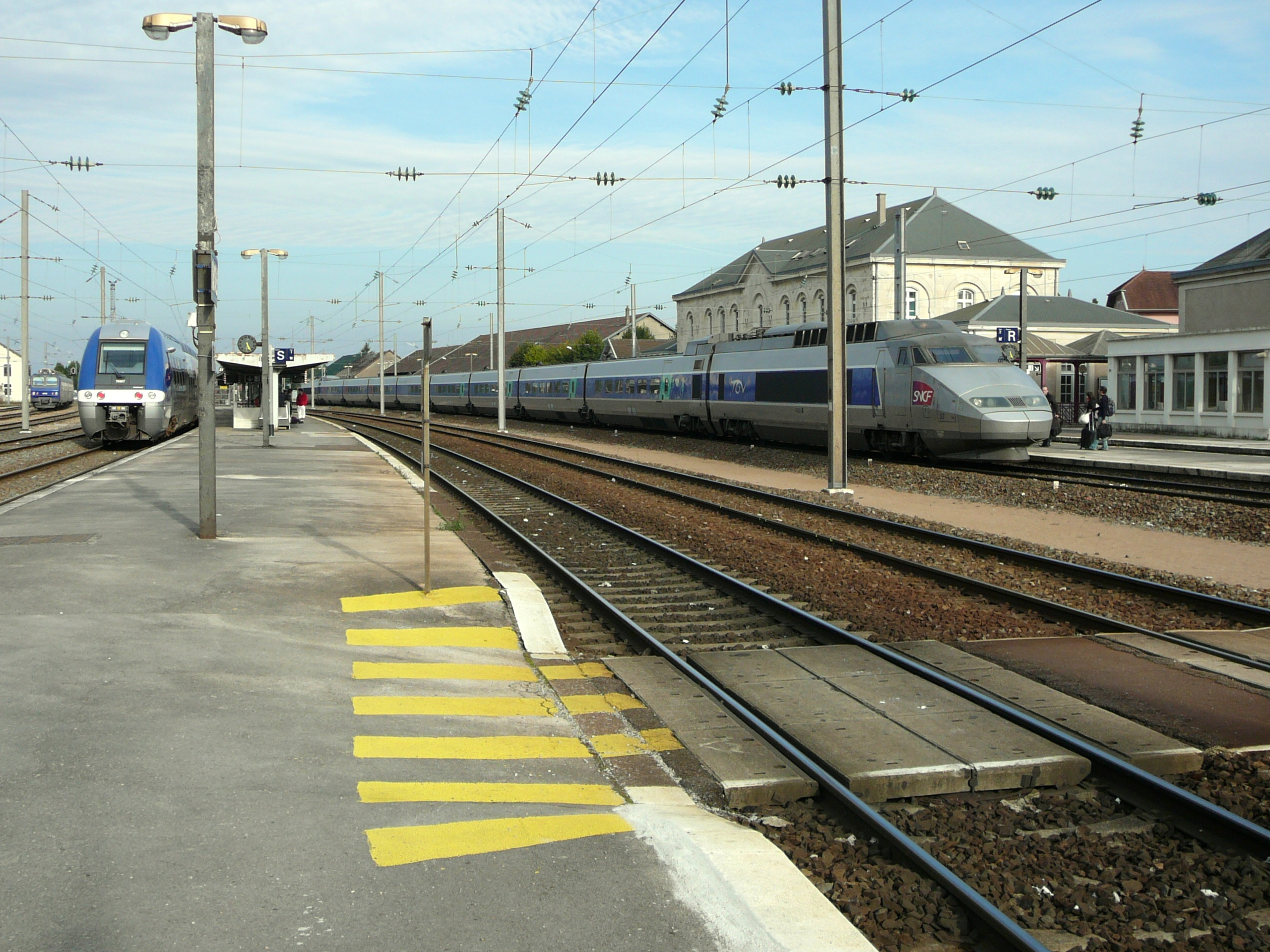
TGV Belfort-Paris et TER Dijon-Besançon assuré en XGC à Dole.